# Festival Internacional de Cine de Cannes de 1968
El festival de Cannes de 1968 fue la vigésimo primera edición del Festival. Se inauguró el 10 de mayo de 1968 y su clausura estaba programada para el 24 de mayo. No obstante, fue cerrado antes de lo previsto a raíz de los sucesos del mayo francés que ocurrían en ese mismo momento. Ese año, por lo tanto, no se registraron ganadores.

## Contexto político
La década de 1960 a nivel mundial fue una en la que predominó un clima político y cultural de agitación, marcado por el ingreso masivo de la juventud a la vida política. Las descolonizaciones en el continente asiático y africano, el triunfo de la Revolución Cubana, el impacto mundial de la guerra de Vietnam, el movimiento por los derechos civiles en los Estados Unidos, el auge del feminismo, entre otros fenómenos, marcarían el clima de época de la década. Así, las ideas de la Nueva Izquierda generarían un impacto en las generaciones de jóvenes, que crearían movimientos de solidaridad a nivel mundial, a la vez que emergería una nueva sensibilidad política antiimperialista y antiautoritaria.
A la vez que se trataba de una era de cambios políticos, también lo era una de cambios culturales: la sociedad de consumo, el Estado de bienestar y la cultura de masas estaba transformando el clima cultural de la época. El surgimiento de movimientos contraculturales, el auge del rock, el cambio en la vestimenta y en la relación entre los sexos son algunos ejemplos de esto. A grandes rasgos, se destaca la aparición de la cultura juvenil, que comenzó a criticar a las generaciones que la precedían, sus estilos de vida tradicionales, y la organización social y política de la posguerra.
En aquellos tiempos, Francia se encontraba atravesada por la cuestión del imperialismo, a partir de la guerra de Indochina y la Guerra de Argelia, conflictos que polarizaron a la sociedad. Este clima generó sucesivas crisis políticas, que llevaron al fin de la IV República y al establecimiento en 1958 de la V República Francesa, con un fortalecimiento de la figura del presidente y con Charles De Gaulle a la cabeza. No obstante, experiencias como la Guerra de Argelia sirvieron como punto de partida para la politización de sectores juveniles, intelectuales y trabajadores, que se volverían crecientemente más críticos de cualquier tipo de autoritarismo del gobierno francés. Este clima político eclosionaría entre los años 1967 y 1968, con el auge del movimiento estudiantil y el fenómeno conocido como el Mayo Francés.
A partir de una cultura del consumo generado por el Estado de bienestar y del baby boom de los 50, se consolidó un nuevo agente político y social: los adolescentes. Este grupo, en la década del 60 en edad universitaria, comenzó a abogar por políticas libertarias, así en contra de las prácticas imperialistas francesas (en paralelo a la descolonización de Argelia). La oposición juvenil se caracterizó por estar alineada con la izquierda, y principalmente en Francia, con la Nueva Izquierda, radicalizando del movimiento estudiantil francés y la Unión Nacional de Estudiantes de Francia (UNEF). Los grupúsculos que se formaron a partir de la UNEF y el Movimiento 22 de Marzo, protestaron por una mejora en la calidad infraestructural de las universidades, además de querer dotarlas de un poder político autónomo.
Gracias a la intervención y represión de la policía estos grupos estudiantiles se aliaron con los trabajadores, siendo esta la principal característica del Mayo del 68. La difícil relación entre los líderes de los movimientos universitarios y los líderes de los grupos obreros sentenciaron el final de esta alianza política y del Mayo del 68. Las revueltas del mes de mayo de 1968 paralizarían a Francia por dos semanas, impactando, entre muchas cosas, la realización del Festival de Cannes de ese año durante el mes de mayo.

## Contexto cinematográfico: la Nouvelle Vague
La Nueva Ola (en francés Nouvelle Vague) fue uno de los movimientos cinematográficos más importantes del siglo XX. El término fue utilizado por la periodista, Françoise Giroud, en la revista L'Express para hacer referencia a la juventud de la década de 1950. Liderada por parisinos criados en el contexto bélico que frecuentaban cineclubes y se consideraban cinéfilos. Inclusive, varios de los futuros cineastas eran críticos de cine que buscaban poner en práctica su propio ideal fílmico.
Los integrantes de la Nueva Ola admiraban a Roberto Rossellini y al resto de los directores del neorrealismo italiano. De ellos aprendieron a economizar recursos, priorizar una escenografía realista, utilizar luz natural y usar la cámara en mano. Entonces, los cineasta franceses se caracterizaban por rodar en las calles, con cámaras portátiles para captar el mundo moderno tal como ellos lo percibían. Se alejaban de las tendencias americanas donde predominaban las grandes producciones taquilleras para hacer del cine francés algo orgánico. Eran la antítesis de la industria estadounidense pero reconocían las obras maestras que habían aportado a la historia del cine. Admiraban abiertamente a directores como Alfred Hitchcock, Howard Hawks y Nicholas Ray por su visión artística que se encontraba por encima de las exigencias comerciales.
Los cineastas franceses defendían la figura del autor (en francés auteur), es decir, que cada obra fuera una extensión del director y se convierte en un reflejo de quien es, que le interesa y que le obsesiona. Estaban interesados en las tomas largas, la improvisación, en personajes sin un objetivo claro, los momentos azarosos y los finales abiertos.De esta forma, figuras como Truffaut, Godard y Resnais dieron inicio al “cine de autor” y se convirtieron en figuras trascendentales para la historia del cine. 

## Acontecimientos
Desde el 13 de mayo, los estudiantes invadieron el festival. Las manifestaciones estudiantiles provocaron la anulación de muchas proyecciones y durante algunos días se dudó de la continuidad del evento. Finalmente, el 18 de mayo, varios directores (Jean-Luc Godard, Roman Polanski, Francois Truffaut o Louis Malle, entre otros) e integrantes del mundo intelectual francés tomaron el hall del festival y solicitaron su suspensión en solidaridad con los estudiantes y obreros detenidos durante las manifestaciones. A estos sucesos debe sumarse el descontento que había producido el cese de Henri Langlois, director de la Cinémathèque française, por el ministro de cultura André Malraux, decisión que había sido fuertemente criticada. Ante la negativa de los organizadores de suspenderlo, Louis Malle, Monica Vitti y Roman Polanski dimitieron como miembros del jurado; Alain Resnais, Carlos Saura y Miloš Forman retiraron sus películas de concurso; e incluso François Truffaut, Jean-Luc Godard y otros cineastas llegaron a colgarse sobre la pantalla en que se proyectaban las películas para impedir su visionado. El Festival se canceló el 19 de mayo.
Los acontecimientos que tuvieron lugar en Cannes en 1968 provocaron la creación de un evento paralelo al Festival oficial que declaraba su oposición a todo tipo de censura o presión política. Impulsada por Pierre-Henri Deleau, se denominó "la Quincena de los Realizadores" y comenzó a celebrarse ya en 1969.

## Consecuencias a largo plazo y repercusión en otros festivales
Los sucesos del Mayo francés y la suspensión de Cannes tuvieron grandes repercusiones en el mundo cinematográfico.En primer lugar, contribuyó a una creciente radicalización del cine. Muchos cineastas, inspirados por el clima de época y por las ideas de la Nueva Izquierda, se abocaron a proyectos cinematográficos políticamente comprometidos. En este sentido, los sucesos de 1968 pusieron fin a la nouvelle vague y dio inicio a un cine militante. Corrientes cinematográficas como el tercer cine se vieron inspiradas por este acontecimiento.
Los sucesos de Cannes en 1968 también tuvieron un impacto en cómo se entendían a sí mismos los festivales de cine. A la luz de esta experiencia, muchos cineastas vieron la oportunidad que podían tener los festivales de cine como espacio donde podrían visibilizar ideas políticas o compromisos sociales. A su vez, motivados por un cine más ideológico, los festivales de cine se volvieron más que un espacio de exhibición de películas, sino un evento cultural dominado por un programa. En este sentido, proliferaron espacios de discusión, entrevistas con cineastas, catálogos y publicaciones, entre otros mecanismos, que permitiesen contextualizar las obras exhibidas.

## Jurado
Los miembros del Jurado del Festival de Cannes de 1968 fueron:
- André Chamson, presidente (Francia)
- Monica Vitti (Italia)
- Claude Aveline (Francia)
- Boris von Borrezholm (Alemania)
- Veljko Bulajic (Yugoslavia)
- Paul Cadeac d'Arbaud (Francia)
- Jean Lescure (Francia)
- Louis Malle (Francia)
- Jan Nordlander (Suecia)
- Roman Polanski (Polonia)
- Rojdestvenski (URSS)
- Terence Young (Gran Bretaña)

## Obras
En el Festival se presentaron 32 largometrajes y 11 cortometrajes, a los que hay que sumar 12 películas de la sección La semaine de la critique. Los largometrajes presentados fueron:

### Películas en competición
- Seduto alla sua destra de Valerio Zurlini
- Vingt-quatre heures de la vie d'une femme de Dominique Delouche
- Anna Karenina de Aleksandr Zarkhi
- Banditi a Milano de Carlo Lizzani
- Charlie Bubbles de Albert Finney
- Csillagosok, katonák de Miklós Jancsó
- Das Schloß de Rudolf Noelte
- Doktor Glas de Mai Zetterling
- Feldobott kö de Sándor Sára
- Fényes szelek de Miklós Jancsó
- Grazie, zia de Salvatore Samperi
- Here We Go Round the Mulberry Bush de Clive Donner
- Hoří, má panenko de Miloš Forman
- I protagonisti de Marcello Fondato
- Je t'aime, je t'aime de Alain Resnais
- Joanna de Mike Sarne
- Les Gauloises bleues de Michel Cournot
- Mali vojnici de Bahrudin Čengić
- O slavnosti a hostech de Jan Němec
- Peppermint Frappé de Carlos Saura
- Petulia de Richard Lester
- Rozmarné léto de Jiří Menzel
- Tuvia Vesheva Benotav de Menahem Golan
- The Girl on a Motorcycle de Jack Cardiff
- The Long Day's Dying de Peter Collinson
- Trilogy de Frank Perry
- Yabu no naka no kuroneko de Kaneto Shindō
- Zywot Mateusza de Witold Leszczyński

### Películas fuera de competición
Las siguientes películas fueron exhibidas fuera de competición:
- Lo que el viento se llevó de Victor Fleming
- Toby Dammit de Federico Fellini
- Metzengerstein de Roger Vadim
- William Wilson de Louis Malle

## Secciones paralelas

### Semana de la Crítica
Las siguientes películas fueron exhibidas en el Séptima Semana de la Crítica (7e Semaine de la Critique):
- Angèle (Quatre d’entre elles) de Yves Yersin (Suiza)
- Concerto pour un exil de Désiré Ecaré (Francia, Costa de Marfil)
- The Edge de Robert Kramer (EE. UU.)
- Les enfants de Néant de Michel Brault (Francia)
- Falling Leaves (Giorgobistve) de Otar Iosseliani (URSS)
- How Long Does a Man Live? (Meddig él az ember?) de Judit Elek (Hungría)
- Marie pour mémoire de Philippe Garrel (France)
- On Paper Wings (Na papirnatih avionih) de Matjaz Klopcic (Yugoslavia)
- The Queen de Frank Simon (EE. UU.)
- Rocky Road to Dublin de Peter Lennon (Irlanda)

No presentadas a causa de la interrupción del festival:
- Chronik der Anna Magdalena Bach de Jean-Marie Straub (RFA)
- Revolution de Jack O'Connell (EE. UU.)

## Ceremonias
- Datos: Q728755